# Паланачка гимназија
Паланачка гимназија је школа која се налази у Смедеревској Паланци на адреси 	Вука Караџића 18. Основана је 1919. године указом Краља Александра.

## Историјат
Школа је основана 30. октобра 1919. године указом Краља Александра, а на предлог тадашњег министра просвете Павла Маринковића као паланачка приватна (нижа) четвороразредна Гимназија. Прве ученике је примила јануара 1920. године. Приватна Гимназија је 1925. године постала државна, тако да захваљујући добротворним прилозима грађана на месту постојеће зграде је саграђена садашња зграда која је завршена 1929. године.
За време Другог светског рата не престаје са радом, само су ученици размештени по другим објектима у граду. По завршетку рата, гимназија ради под називом Потпуна мешовита Гимназија у Паланци Смедеревској. Школа ће променити назив у „Света Ђорђевић“, по имену бившег ученика који је трагично погинуо у Другом светском рату, како се и води на списку споменика културе (СК 614). На зеленој површини испред зграде се налази његова спомен-биста. Затим ће постати образовни центар за усмерено образовање, па онда опет постаје класична Гимназија са природно-математичким и друштвено-језичким смером. Назив Паланачка гимназија званично носи од 1. септембра 2005. године.